# Huit Millions de façons de mourir (roman)
Pour les articles homonymes, voir Huit millions de façons de mourir.
Huit Millions de façons de mourir est un roman noir de Lawrence Block paru en 1982.
Huit Millions de façons de mourir est sans doute le roman de Lawrence Block qui a le plus popularisé sa série de romans noirs (une quinzaine de volumes) dédiés à son détective new-yorkais ex-alcoolique Matt Scudder apparu en 1976 dans Les péchés des pères. 
Le roman est traduit et publié en France en 1985 (d'abord sous le titre Huit millions de morts en sursis). Il a été adapté au cinéma par Hal Ashby en 1986.

## Présentation
- La situation : Matt Scudder est un ancien policier qui a quitté ce métier après une bavure. Quand le roman commence il s'apprête à fêter sa première semaine sans alcool après une cure de désintoxication. Il vit dans une très simple chambre d'hôtel et gagne sa vie en acceptant de faire des enquêtes que lui amène le bouche à oreille .
- L'enquête : une très belle prostituée, Kim, le sollicite : elle veut quitter son souteneur, Chance, et de peur d'être maltraitée par celui-ci, elle demande à Scudder d'intervenir auprès de lui. Scudder accepte. Le souteneur, un Noir très raffiné (il collectionne de l'art africain) n'oppose aucune difficulté. Mais quelques jours plus tard, Kim est horriblement massacrée. La police soupçonne Chance d'être l'assassin, mais celui-ci a un alibi trop solide pour être inquiété. Cependant il demande à Scudder d'enquêter pour lui sur le crime. Scudder enquête, et commence par faire du porte à porte auprès des autres « filles » de Chance.
- L'ambiance : le titre fait référence aux habitants de New York à une époque où la ville était très peu sûre, où les délits et les crimes étaient très fréquents. Le livre contient ainsi toute une anthologie de brefs faits divers, tous percutants, sur les « façons de mourir » des huit millions d'habitants de la ville. Il contient aussi les portraits des jeunes femmes qui travaillent pour Chance, et qui ne ressemblent guère à l'idée qu'on se fait des prostituées (une est poète, une autre vient du journalisme féministe). Tout le récit est également scandé par des réunions avec des groupes d'Alcooliques anonymes. Car, au sein de la "saga Scudder" (une quinzaine de volumes), ce roman joue un rôle de pivot : c'est celui où Matt cesse de boire après un « passage à vide » particulièrement grave. D'autres personnages aussi subissent une évolution de leur parcours.

## Analyse
- Le style : le roman de Lawrence Block, écrit avec son style très économe (à l'image du héros : laconique) est très original. L'auteur est pourtant considéré comme un bon auteur, prolifique et solide, mais on ne le met pas habituellement à la hauteur des grands du genre (Raymond Chandler, Dashiell Hammett, Chester Himes). Il n'est pourtant pas rare qu'un auteur de genre américain utilise le roman pour discuter d'idées, et ce roman contient beaucoup de petits dialogues plein de sous-entendus. Lawrence Block dans ses romans a toujours su mêler la noirceur cynique, l'humour décapant et des références culturelles surprenantes, ici sur l'art africain ou Edward Hopper, ou des citations de Heine ou Maupassant. Son art du récit est extrêmement efficace.
- Une philosophie désabusée : Matt Scudder, en ancien flic qui a une bavure sur la conscience, qui vit seul comme un moine, qui cherche à échapper à l'alcool dans une ville où il y a des magasins à liqueurs et des bars ouverts tous les dix mètres, fait naître autour de lui une ambiance qui semble très désabusée. On pourrait y voir l'expression d'une philosophie réactionnaire, à l'instar de celle qui se dégage des films où Clint Eastwood joue le rôle de l'Inspecteur Harry. Or Lawrence Block ironise sur ce personnage : « En fin d'après-midi, j'entrai dans une salle de Times Square. On y passait deux films de Clint Easwood - deux films où il est une sorte de flic flingueur qui arrange tout en descendant les méchants. Le public semblait entièrement composé du genre de gars qu'il descendait. Ils hurlaient de joie à chaque fois qu'il flinguait un truand ». Le livre est aussi une méditation sur le mal, la mort et le deuil. Une méditation qui « se lit comme un roman policier ».
- La structure narrative : tout grand roman noir raconte plusieurs histoires superposées. Les histoires qui sont mises en avant : New York et ses crimes, Scudder et son alcoolisme, Chance et ses filles assassinées. Et les histoires qui sont cachées derrière, et qu'il ne faut pas dévoiler.

## Éditions françaises
- Huit millions de morts en sursis, traduction par Rosine Fitzgerald, Série noire, Gallimard, 1985.
- Rééditions : Huit Millions de façons de mourir, Série noire, Gallimard, 1995 ; Folio, puis : Folio policier, 2002.

## Adaptation cinématographique
- Huit Millions de façons de mourir, Film de Hal Ashby, avec Jeff Bridges (Matthew « Matt » Scudder), Rosanna Arquette (Sarah), Alexandra Paul (Sunny), Randy Brooks (Willie « Chance » Walker), Andy Garcia (Angel Moldonado).